# Csaknekedkislány
A Csaknekedkislány tánczenekar 2011-ben alakult. A zenekar tagjaira jelentős hatást gyakorolt a beatkorszak több nagy zenésze, és a nyolcvanas évek magyar underground együttesei (Európa Kiadó, Trabant, Balaton és a Kontroll Csoport), valamint a szövegíró Csepella Olivérre Pilinszky János és Cseh Tamás munkássága is. Első nagylemezük, a Na Ná Ba Bám 2015 novemberében jelent meg. Tihany című számukhoz tartozó videóklipjük a 2016-os Magyar Klipszemlén az év klipje lett.
Csepella a szövegíráson kívül grafikusként is dolgozik. Képregénye, a 2013-ban napvilágot látott Nyugat+Zombik hazai körökben ismertnek számít, pedig a mű eredetileg csak egy diplomamunka lett volna.

## Tagok
- Csepella Olivér - énekes
- Konsiczky Dávid - gitár, vokál
- Szabó Gergely - basszusgitár
- Francuz Ádám - dobok [10]

Egykori tagok
- Fatér Ambrus
- Kun Bálint
- Nagy Dávid

## Diszkográfia
- Na Ná Ba Bám (2015)
- A férfi album (EP, 2016)
- Szomorú palánta (EP, 2016)[11][12]
- Kobraszív (2020)
- CSNK (2022)